# Kang Yong-Gyun
Kang Yong-Gyun (Corea del Norte, 23 de julio de 1974) es un deportista norcoreano especialista en lucha grecorromana donde llegó a ser medallista de bronce olímpico en Sídney 2000.

## Carrera deportiva
En los Juegos Olímpicos de 2000 celebrados en Sídney ganó la medalla de bronce en lucha grecorromana de pesos de hasta 54 kg, tras el luchador surcoreano Sim Kwon-ho (oro) y el cubano Lázaro Rivas (plata).